# Évidemment
Évidemment ist ein Lied der kanadischen Sängerin La Zarra. Mit dem Titel vertrat sie Frankreich beim Eurovision Song Contest 2023 in Liverpool.

## Hintergrund
Der Song wurde von Fatima Zahra Hafdi, Ahmed Saghir, Yannick Rastogi und Zacharie Raymond geschrieben und vom Produzententeam Banx & Ranx mit Benny Adam produziert. Es handelt sich um einen Dance-Pop-Song mit Einflüssen aus dem französischen Chanson. Er beginnt mit einem Streicherintro, bevor der tanzbare Rhythmus einsetzt, der allerdings an verschiedenen Stellen unterbrochen wird. Der Refrain ist sehr zugänglich gehalten. Inhaltlich ist der Song als „Hymne an die universelle Liebe“ zu verstehen, die La Zarra nach Liverpool trage.
Der Song wurde am 19. Februar 2023 veröffentlicht und in der Show Le Dimanche präsentiert. Die nationale Vorauswahl wurde für 2023 zugunsten von La Zarra auf Eis gelegt.

## Beim Eurovision Song Contest
Frankreich nahm mit dem Titel am 67. Eurovision Song Contest teil, der vom 9. bis 13. Mai 2023 stattfand. Es zählt zu den „Big Five“, also den Ländern, die automatisch fürs Finale qualifiziert sind. Dort erzielte der Song 54 Punkte von der Jury, 50 Punkte von den Zuschauern und erreichte damit Platz 16 von 26.

## Chartplatzierungen
| ChartsChartplatzierungen     | Höchstplatzierung | Wochen |
| ---------------------------- | ----------------- | ------ |
| Frankreich (SNEP)            | 82 (1 Wo.)        | 1      |
| Schweiz (IFPI)               | 79 (1 Wo.)        | 1      |
| Vereinigtes Königreich (OCC) | 94 (1 Wo.)        | 1      |